# Anacropora puertogalerae
Anacropora puertogalerae là một loài san hô trong họ Acroporidae. Loài này được Nemenzo mô tả khoa học năm 1964.